# 德拉加什
德拉加什（羅馬化：Dragaš），是科索沃南部普里茲倫區德拉加什市镇的城镇及行政中心。2011年人口普查时城镇人口数量为1,098人，而整个市镇的人口数量则为33,997人。大多數居民是阿爾巴尼亞族。